# Accademia Volley Benevento
L'Accademia Volley Benevento è una società pallavolistica femminile con sede a Benevento.

## Storia della società
Il club, fondato nel 1986, adottò i colori sociali rosso e blu. Partendo dai tornei provinciali, riuscì ad approdare per la prima volta in Serie C nel 1992 e, nel 1996, in Serie B.
Nel 2008, vincendo il suo girone nel campionato di Serie B1, centrò la prima promozione della sua storia in Serie A2; in quest'occasione, cambiò i suoi colori sociali in rosso e giallo. Nella stagione 2008-09, la sua prima in questa categoria, non riuscì a tenere la categoria, piazzandosi ultima e tornando nuovamente in Serie B1.
Nella stagione 2021-22 partecipa per la quattordicesima volta al campionato nazionale di serie B2 femminile dopo aver ottenuto la promozione nel campionato di serie C 2020/21.